# Dios bendiga el Paraguay

Dios bendiga el Paraguay (Dieu bénisse le Paraguay) est un documentaire réalisé par le Français Gregory Schepard, à l'occasion de la campagne présidentielle de 2008 du candidat Fernando Lugo au Paraguay. Il est devenu célèbre quand une scène montrant la corruption orchestrée par un militant du parti colorado, José Alvarenga, a été publiée sur YouTube, à la suite de ses accusations récentes contre le mouvement des indignés paraguayens.